# Meet Me
「Meet Me」（ミート・ミー）は、光GENJIの18枚目のシングル。1992年8月20日（木曜日）にポニーキャニオンから発売された。

## 概要
「リラの咲くころバルセロナへ」を経て発売された光GENJIデビュー5周年記念シングル。
作詞・作曲は、タケカワユキヒデ。
本作の発売を記念し、各メンバーが7大都市で握手会を行った。
キャッチ・コピーは「この夏、何度も会えたらうれしいね。」
表題曲「Meet Me」は、光GENJI SUPER5としてのラストコンサートのWアンコールで歌われた。

## 記録
売上枚数は、公称で14,1万枚。

## 収録曲
1. Meet Me
  - 作詞・作曲：タケカワユキヒデ　編曲：佐藤準
2. クレヨンで描いたタイムマシン
  - 作詞：高柳恋　作曲：井上ヨシマサ　編曲：ATOM
    - 歌唱は光GENJIの年下メンバー4人組によるユニット「SAY・S」
    - フジテレビ系『ひらけ!ポンキッキ』挿入歌
3. Meet Me（MINUS LEAD VOCAL KARAOKE）
4. クレヨンで描いたタイムマシン（MINUS LEAD VOCAL KARAOKE）